# Unione Calcio Sampdoria 1973-1974
Questa voce raccoglie le informazioni riguardanti l'Unione Calcio Sampdoria nelle competizioni ufficiali della stagione 1973-1974.

## Stagione
All'inizio della nuova stagione agonistica ci fu un cambio ai vertici della società blucerchiata, la cui proprietà passò dall'avvocato Mario Colantuoni a Giulio Rolandi il quale decise di affidare la panchina all'esordiente ed ex calciatore doriano Guido Vincenzi.

Il capitano blucerchiato Maraschi saluta quello juventino Salvadore prima del fischio d'inizio alla sfida di Torino del 21 aprile 1974, mentre l'altro doriano Lodetti discute con l'arbitro.

A causa di un organico debole e della penalizzazione di tre punti inflitta dalla giustizia sportiva, la squadra si classificò penultima al termine del campionato retrocedendo in serie cadetta: tuttavia durante l'estate la squadra fu riammessa di diritto alla Serie A dopo che il Verona e il Foggia furono declassate d'ufficio per un illecito.
In Coppa Italia i doriani si classificarono al secondo posto nel girone 4 del primo turno dietro all'Inter (qualificata) e davanti a Como, Parma e Catania.

## Rosa
| N. |                   | Ruolo | Calciatore         |
| -- | ----------------- | ----- | ------------------ |
|    | Italia (bandiera) | P     | Massimo Cacciatori |
|    | Italia (bandiera) | P     | Claudio Bandoni    |
|    | Italia (bandiera) | P     | Enrico Pionetti    |
|    | Italia (bandiera) | D     | Domenico Arnuzzo   |
|    | Italia (bandiera) | D     | Roberto Prini      |
|    | Italia (bandiera) | D     | Marco Rossinelli   |
|    | Italia (bandiera) | D     | Pietro Sabatini    |
|    | Italia (bandiera) | D     | Marcello Lippi     |
|    | Italia (bandiera) | D     | Nello Santin       |
|    | Italia (bandiera) | C     | Loris Boni         |
|    | Italia (bandiera) | C     | Giovanni Lodetti   |

| N. |                   | Ruolo | Calciatore         |
| -- | ----------------- | ----- | ------------------ |
|    | Italia (bandiera) | C     | Roberto Badiani    |
|    | Italia (bandiera) | C     | Ettore Donati      |
|    | Italia (bandiera) | C     | Gianni Improta     |
|    | Italia (bandiera) | C     | Enrico Nicolini    |
|    | Italia (bandiera) | C     | Giancarlo Salvi    |
|    | Italia (bandiera) | A     | Dante Mircoli      |
|    | Italia (bandiera) | A     | Sauro Petrini      |
|    | Italia (bandiera) | A     | Ermanno Cristin    |
|    | Italia (bandiera) | A     | Vincenzo Chiarenza |
|    | Italia (bandiera) | A     | Mario Maraschi     |

## Risultati

### Serie A

#### Girone di andata
| Arbitro: | Gonella (Torino) |

|                                  |           |                        |
| Improta 37’, 45’ (rig.) Boni 46’ | Marcatori | 7’ Rivera 51’ Chiarugi |

| Arbitro: | Casarin (Milano) |

|            |           |  |
| Wilson 83’ | Marcatori |  |

| Genova 28 ottobre 1973 3ª giornata | Sampdoria         | 0 – 0 | Bologna | Stadio Luigi Ferraris (17509 spett.)\| Arbitro: \| Toselli (Cormons) \| |
| Arbitro:                           | Toselli (Cormons) |       |         |                                                                         |

| Arbitro: | Gialluisi (Barletta) |

|             |           |  |
| Braglia 84’ | Marcatori |  |

| Arbitro: | Giunti (Arezzo) |

|                     |           |               |
| Maraschi 49’ (rig.) | Marcatori | 40’ P. Pulici |

| Arbitro: | Menegali (Roma) |

|  |           |                                 |
|  | Marcatori | 19’ G. Salvi 35’ (aut.) Maselli |

| Genova 2 dicembre 1973 7ª giornata | Sampdoria          | 0 – 0 | Foggia | Stadio Luigi Ferraris (16773 spett.)\| Arbitro: \| Lazzaroni (Milano) \| |
| Arbitro:                           | Lazzaroni (Milano) |       |        |                                                                          |

| Arbitro: | Trono (Torino) |

|                |           |  |
| Zaccarelli 61’ | Marcatori |  |

| Arbitro: | Menicucci (Firenze) |

|           |           |             |
| Lippi 50’ | Marcatori | 41’ L. Riva |

| Arbitro: | R. Lattanzi (Roma) |

|                            |           |                    |
| Bertarelli 15’ Orlandi 75’ | Marcatori | 81’ (rig.) Improta |

| Arbitro: | Toselli (Cormons) |

|              |           |                   |
| Chiarenza 8’ | Marcatori | 25’, 63’ Altafini |

| Arbitro: | Torelli (Milano) |

|                              |           |            |
| Cappellini 31’ G. Morini 62’ | Marcatori | 90’ Santin |

| Arbitro: | Gonella (Torino) |

|             |           |                |
| Cristin 68’ | Marcatori | 30’ G. Mariani |

| Vicenza 21 gennaio 1974 14ª giornata | Lanerossi Vicenza | 0 – 0 | Sampdoria | Stadio Romeo Menti (14651 spett.)\| Arbitro: \| Serafino (Roma) \| |
| Arbitro:                             | Serafino (Roma)   |       |           |                                                                    |

| Arbitro: | Barbaresco (Cormons) |

|                    |           |                       |
| Improta 88’ (rig.) | Marcatori | 27’ Caso 41’ Saltutti |

#### Girone di ritorno
| Arbitro: | Calì (Roma) |

|                         |           |             |
| Benetti 3’ Chiarugi 42’ | Marcatori | 35’ Badiani |

| Arbitro: | Gialluisi (Barletta) |

|              |           |  |
| Maraschi 72’ | Marcatori |  |

| Arbitro: | Angonese (Mestre) |

|                          |           |          |
| Novellini 22’ Ghetti 85’ | Marcatori | 89’ Boni |

| Genova 3 marzo 1974 19ª giornata | Sampdoria          | 0 – 0 | Napoli | Stadio Luigi Ferraris (23596 spett.)\| Arbitro: \| Michelotti (Parma) \| |
| Arbitro:                         | Michelotti (Parma) |       |        |                                                                          |

| Arbitro: | Giunti (Arezzo) |

|               |           |                     |
| P. Pulici 27’ | Marcatori | 37’ (rig.) Maraschi |

| Arbitro: | Motta (Monza) |

|              |           |           |
| Maraschi 89’ | Marcatori | 80 Derlin |

| Arbitro: | Casarin (Milano) |

|                  |           |                          |
| Rognoni 43’, 72’ | Marcatori | 50’ Maraschi 89’ Arnuzzo |

| Arbitro: | Menegali (Roma) |

|                        |           |                  |
| Badiani 45’ Santin 90’ | Marcatori | 72’ (rig.) Maddè |

| Arbitro: | Branzoni (Pavia) |

|                  |           |                |
| L. Riva 13’, 46’ | Marcatori | 56’ Rossinelli |

| Arbitro: | Mascali (Desenzano del Garda) |

|              |           |                  |
| Maraschi 53’ | Marcatori | 59’ G.L. Savoldi |

| Arbitro: | Torelli (Milano) |

|                 |           |  |
| Bettega 5’, 58’ | Marcatori |  |

| Genova 28 aprile 1974 27ª giornata | Sampdoria        | 0 – 0 | Roma | Stadio Luigi Ferraris (11991 spett.)\| Arbitro: \| Lenardon (Siena) \| |
| Arbitro:                           | Lenardon (Siena) |       |      |                                                                        |

| Arbitro: | Gialluisi (Barletta) |

|                            |           |            |
| Boninsegna 36’ (rig.), 71’ | Marcatori | 3’ Badiani |

| Arbitro: | Barboni (Firenze) |

|                         |           |             |
| Badiani 71’ Improta 80’ | Marcatori | 21’ Sormani |

| Arbitro: | Vannucchi (Bologna) |

|              |           |             |
| Desolati 10’ | Marcatori | 17’ Mircoli |

### Coppa Italia

#### Girone 4
| Genova 29 agosto 1973 1ª giornata | Sampdoria     | 0 – 0 | Como | Stadio Luigi Ferraris (15000 spett.)\| Arbitro: \| Prati (Parma) \| |
| Arbitro:                          | Prati (Parma) |       |      |                                                                     |

| 2 settembre 1973 2ª giornata |  | – |  |  |

| Arbitro: | Michelotti (Parma) |

|                    |           |                                               |
| Improta 71’ (rig.) | Marcatori | 12’ S. Mazzola 40’ N. Scala 67’ (aut.) Santin |

| Arbitro: | Barboni (Firenze) |

|  |           |         |
|  | Marcatori | 5’ Boni |

| Arbitro: | Frasso (Capua) |

|              |           |           |
| Spagnolo 37’ | Marcatori | 78’ Lippi |

## Statistiche

### Statistiche di squadra
| Competizione | Punti | In casa | In casa | In casa | In casa | In casa | In casa | In trasferta | In trasferta | In trasferta | In trasferta | In trasferta | In trasferta | Totale | Totale | Totale | Totale | Totale | Totale | DR |
| Competizione | Punti | G       | V       | N       | P       | Gf      | Gs      | G            | V            | N            | P            | Gf           | Gs           | G      | V      | N      | P      | Gf     | Gs     | DR |
| ------------ | ----- | ------- | ------- | ------- | ------- | ------- | ------- | ------------ | ------------ | ------------ | ------------ | ------------ | ------------ | ------ | ------ | ------ | ------ | ------ | ------ | -- |
| Serie A      | 20    | 15      | 4       | 9       | 2       | 15      | 13      | 15           | 1            | 4            | 10           | 12           | 21           | 30     | 5      | 13     | 12     | 27     | 34     | -7 |
| Coppa Italia |       | 2       | 0       | 1       | 1       | 1       | 3       | 2            | 1            | 1            | 0            | 2            | 1            | 4      | 1      | 2      | 1      | 3      | 4      | -1 |
| Totale       |       | 17      | 4       | 10      | 3       | 16      | 16      | 17           | 2            | 5            | 10           | 14           | 22           | 34     | 6      | 15     | 13     | 30     | 38     | -8 |

### Statistiche dei giocatori
In campionato si aggiunga una autorete a favore.
| Giocatore     | Serie A  | Serie A | Coppa Italia | Coppa Italia | Totale   | Totale |
| Giocatore     | Presenze | Reti    | Presenze     | Reti         | Presenze | Reti   |
| ------------- | -------- | ------- | ------------ | ------------ | -------- | ------ |
| M. Cacciatori | 30       | -34     | ?            | ?            | 30+      | -34+   |
| E. Pionetti   | 1        | -0      | ?            | ?            | 1+       | 0+     |
| D. Arnuzzo    | 19       | 1       | ?            | -            | 19+      | 1      |
| R. Prini      | 28       | 0       | ?            | -            | 28+      | 0      |
| M. Rossinelli | 28       | 1       | ?            | -            | 28+      | 1      |
| P. Sabatini   | 8        | 0       | ?            | -            | 8+       | 0      |
| M. Lippi      | 24       | 1       | 1+           | 1            | 25+      | 2      |
| N. Santin     | 29       | 2       | ?            | -            | 29+      | 2      |
| L. Boni       | 26       | 2       | 1+           | 1            | 27+      | 3      |
| G. Lodetti    | 27       | 0       | ?            | -            | 27+      | 0      |
| R. Badiani    | 28       | 4       | ?            | -            | 28+      | 4      |
| E. Donati     | 1        | 0       | ?            | -            | 1+       | 0      |
| G. Improta    | 17       | 5       | 1+           | 1            | 18+      | 6      |
| E. Nicolini   | 5        | 0       | ?            | -            | 5+       | 0      |
| G. Salvi      | 15       | 1       | ?            | -            | 15+      | 1      |
| D. Mircoli    | 5        | 1       | ?            | -            | 5+       | 1      |
| S. Petrini    | 20       | 0       | ?            | -            | 20+      | 0      |
| E. Cristin    | 12       | 1       | ?            | -            | 12+      | 1      |
| V. Chiarenza  | 15       | 1       | ?            | -            | 15+      | 1      |
| M. Maraschi   | 21       | 6       | ?            | -            | 21+      | 6      |